# 超级中国
《超级中国》是韩国KBS于2015年推出的纪录片，分别从人口、经济、外交军事、土地、文化、政治六个方面介绍了中国大陆的发展现状，并分析了中国的发展给世界带来的影响。

## 简介
《超级中国》是由朴晋范担任制片，金永哲担任旁白，2015年1月15日开始在KBS播放的纪录片。本片以韩国的视角，分别从人口、经济、军事等六方面介绍了中国大陆的现状及影响。这部纪录片对中国的展示是全景式的，分为“13亿的力量”，“钱的力量”，“中国治世”，“大陆的力量”，“软实力”，“中国共产党的领导力”和“中国之路”7个专题。由于前3集播出后反响强烈，制作团队又增加了第8集，邀请多位中国问题专家对韩中关系的未来和韩国如何应对等加以探讨

## 反应
该片从1月15日至24日在韩国播出，最高收视率一度超过10%。受到韩中两国媒体、学界、民众热议，被部分韩国人称为了解中国的“百科辞典”。一些韩国网民看完节目后对中国的发展刮目相看，但也有一些网民担心中国的壮大速度之快，让人感到害怕。在中国网络上，这部纪录片也引发不少关注。有中国观众表示，外媒过去习惯于批评中国，如今拍出这样较为积极介绍中国的纪录片，少了一些偏见和误解；还有人认为“夸得太过”；也有中国网民表示，这部纪录片可能引起韩国人的担忧。

## 争议
在第三集《中国治世》中，基本上都是在渲染中国威胁论，并且疑似偷拍了南海舰队在广东湛江的军事基地和西沙永兴岛的驻军，引起部分中国军迷的不满。

## 电视节目的变迁
| 香港 無綫電視J5 星期日 20:30 - 21:30            | 香港 無綫電視J5 星期日 20:30 - 21:30                 | 香港 無綫電視J5 星期日 20:30 - 21:30      |
| ----------------------------------------------- | ---------------------------------------------------- | ----------------------------------------- |
|                                                 | 大道中國 （2016年5月8日 - 2016年6月19日）            |                                           |
| 水利作業 （2016年4月17日 - 2016年5月1日）       | 挑機商雄（第1-2集） （2016年6月26日 - 2016年7月3日） |                                           |
| 星期一至五 23:00 - 00:00                        |                                                      |                                           |
| 與全世界做生意 （2017年5月8日 - 2017年5月16日） | 大道中國 （2017年5月17日 - 2017年5月25日）           | 挑機商雄 （2017年5月26日 - 2017年6月2日） |